# Taramellina
Taramellina es un género de foraminífero bentónico considerado un sinónimo posterior de Sorites de la subfamilia Soritinae, de la familia Soritidae, de la superfamilia Soritoidea, del suborden Miliolina y del orden Miliolida. Su especie tipo era Sorites dominicenisis. Su rango cronoestratigráfico abarcaba el Holoceno.

## Clasificación
Taramellina incluía a la siguiente especie:
- Taramellina dominicenisis